# Salāq-e Yāsī Tappeh
Salāq-e Yāsī Tappeh (persiska: سلاق ياسی تپه, Salāq-e Yās Tappeh, سلاق ياس تپه, ياسی تَپِّه) är en ort i Iran.   Den ligger i provinsen Golestan, i den norra delen av landet, 400 km nordost om huvudstaden Teheran. Salāq-e Yāsī Tappeh ligger 23 meter över havet och antalet invånare är 778.
Terrängen runt Salāq-e Yāsī Tappeh är mycket platt. Runt Salāq-e Yāsī Tappeh är det ganska tätbefolkat, med 65 invånare per kvadratkilometer. Närmaste större samhälle är Qalandarābād, 19,2 km öster om Salāq-e Yāsī Tappeh. Trakten runt Salāq-e Yāsī Tappeh består till största delen av jordbruksmark.